# ゾー・ミン・トゥン
ゾー・ミン・トゥン（ビルマ語: ဇော်မင်းထွန်း、1992年5月20日 - ）は、ミャンマーのサッカー選手。ミャンマー代表。ポジションはDF（センターバック）。

## クラブ歴
2012年12月14日にマグウェFCから3年契約、1億2000万チャット（約14万米ドル）でヤダナボンFCに移籍した。2013年にはミャンマーサッカー協会最優秀選手賞の次点に輝いた。
2015年にヤンゴン・ユナイテッドFCに加入した。
2019年、チョンブリーFCに移籍し、タイ・リーグ1に初参戦した。2019年11月27日、スコータイFCに移籍。
2021年6月17日、トラートFCと契約。

## 代表歴
U-23代表として2011年東南アジア競技大会に参戦し銅メダルを獲得した。
A代表としては2011年から出場しており、2018 FIFAワールドカップ・アジア2次予選のラオス代表戦で初得点を挙げた。

## タイトル

### クラブ
ヤダナボンFC
- ミャンマーサッカーリーグ: 2014

ヤンゴン・ユナイテッドFC
- ミャンマーサッカーリーグ: 2015

### 代表
- フィリピンピースカップ: 2014